# Сидни Ентъртейнмънт Сентър
„Сидни Ентъртейнмънт Сентър“ е многофункционална арена в Сидни, Австралия. Капацитет: 11 000 души
Най-големият домакин на музикални прояви в Сидни, като и на циркови програми, балет, фигурно пързаляне и др.

## Известни събития
Елтън Джон провежда многобройни концерти на съоръжението, включително осем през 1986 г. с оркестър. Последното шоу е едно от последните му въобще, преди операцията на гърлото.
През 1986 г. „Дайър стрейтс“ завършват световното си турне, като провеждат 21 последователни концерта на арената.
„Дженезис“ свирят девет пъти през 1986 г. Някои от песните са в съпровод на австралийски струнен опкестър.
Дейвид Бауи записва концертния си албум, Glass Spider Live, по време на изпълненията му на 7 и 9 ноември 1987 г.
Американската рок група Пърл Джем свири на мястото две вечери през 1995 г. (10-11 март) по време на Vitalogy Tour, три пъти (9, 11, 12 март 1998 г.) по време на Yield Tour и отново три пъти (11, 13, 14 февруари 2003 г.) при Riot Act Tour.
Кайли Миноуг провежда на съоръжението общо 25 концерти.